# 더네이쳐홀딩스
더네이쳐홀딩스(The Nature Holdings Co. Ltd.)는 대한민국의 의류 여행용 가방, 잡화류 제조 기업이다. 내셔널지오그래픽, 내셔널지오그래픽키즈 마크 곤잘레스’, ‘브롬톤 런던’ 등 브랜드의 상품을 제조 판매하고 있다. 대표이사는 박영준이고 본사는 서울 용산구 원효로3가 49-7

## 상장
2020년 7월 27일에 공모가는 4만 6천원으로 코스닥시장에 상장하였다.

## 참고문헌
1. ↑  재고 쌓인 더네이쳐홀딩스, 악성될까, 딜사이트, 2023년 6월 19일
2. ↑  더네이쳐홀딩스, 3분기 영업익 51억원…전년비 53.8%, 이데일리, 2023-11-15
3. ↑  박원희, 의류업체 더네이쳐홀딩스, 27일 코스닥 신규 상장, 연합뉴스, 2020-07-24